# Bryan Moody
Bryan Moody (Pointe-Claire, 16 de enero de 1972) es un deportista canadiense que compitió en bádminton. Ganó una medalla de bronce en los Juegos Panamericanos de 1999, en la prueba de dobles.

## Palmarés internacional
| Juegos Panamericanos | Juegos Panamericanos | Juegos Panamericanos | Juegos Panamericanos |
| Año                  | Lugar                | Medalla              | Prueba               |
| -------------------- | -------------------- | -------------------- | -------------------- |
| 1999                 | Winnipeg (Canadá)    | Medalla de bronce    | Dobles               |